# Camille Claudel

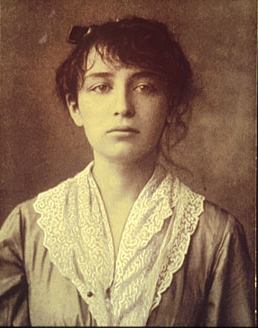
Camille Claudel, Foto: César, 1884

Camille Claudel [kamij klodɛl] ⓘ (* 8. Dezember 1864 in Fère-en-Tardenois; † 19. Oktober 1943 in Montdevergues, Département Vaucluse) war eine französische Bildhauerin und Malerin, bekannt für ihre figurativen Werke in Bronze und Marmor. Sie war die Schülerin und Geliebte von Auguste Rodin und stand Zeit ihres Lebens in dessen Schatten. Die kunsthistorische Würdigung von Claudels Werk und ihre Bedeutung als eine der wichtigsten Bildhauerinnen des 19. Jahrhunderts beginnt spät. Grund ist die enge Verknüpfung von künstlerischem Werk und Autobiografie. Ihre Skulpturen sind weltweit in mehreren großen Museen ausgestellt. 2017 wird das Museum "Camille Claudel" in Nogent-Sur-Seine eröffnet, in dem ihr Lebenswerk gewürdigt wird. Zwei Biopics, Dokumentarfilme und Biografien befassen sich mit ihrem Werdegang.

## Leben

### Kindheit und Jugend

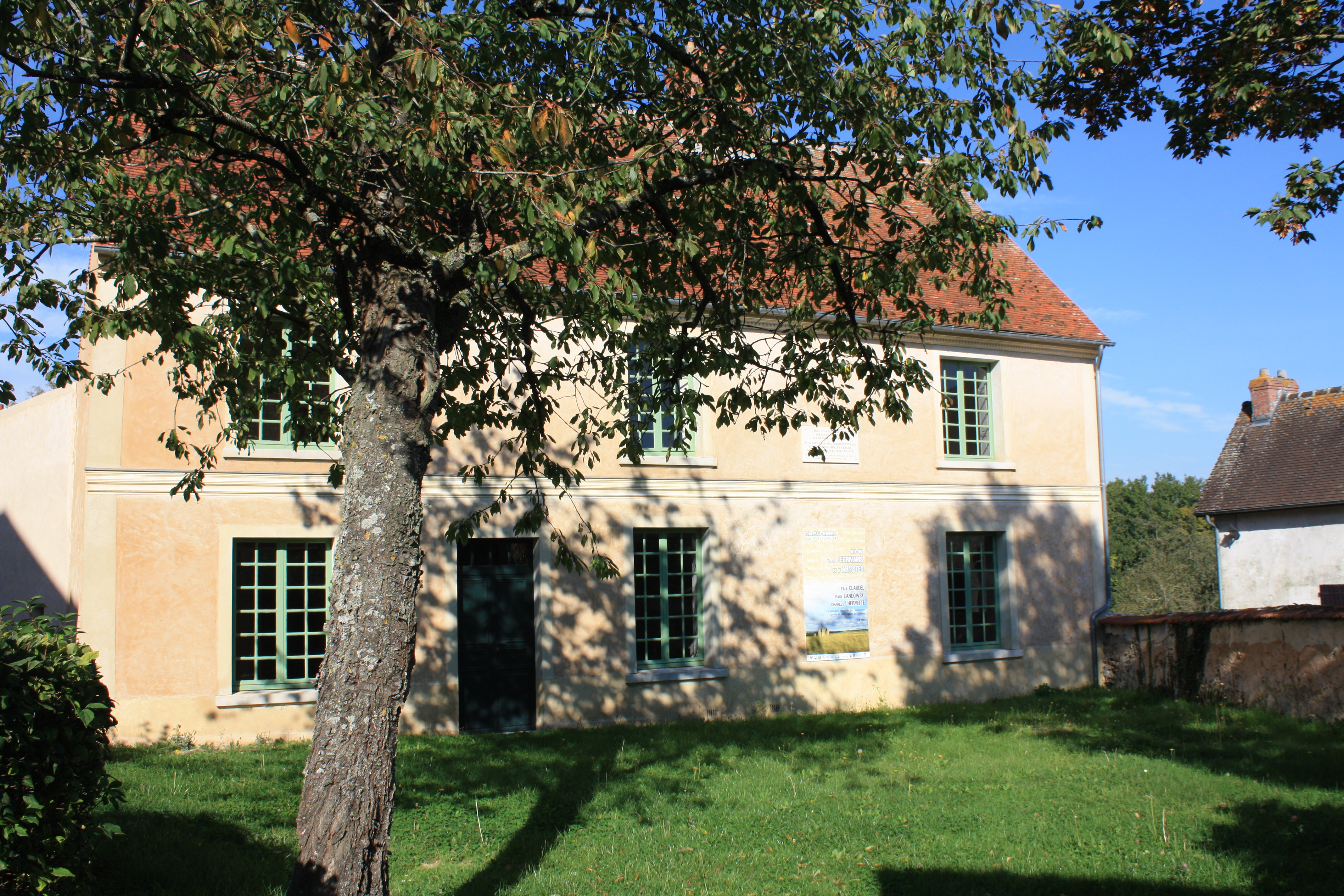
Geburtshaus von Camille und Paul Claudel in Villeneuve-sur-Fère

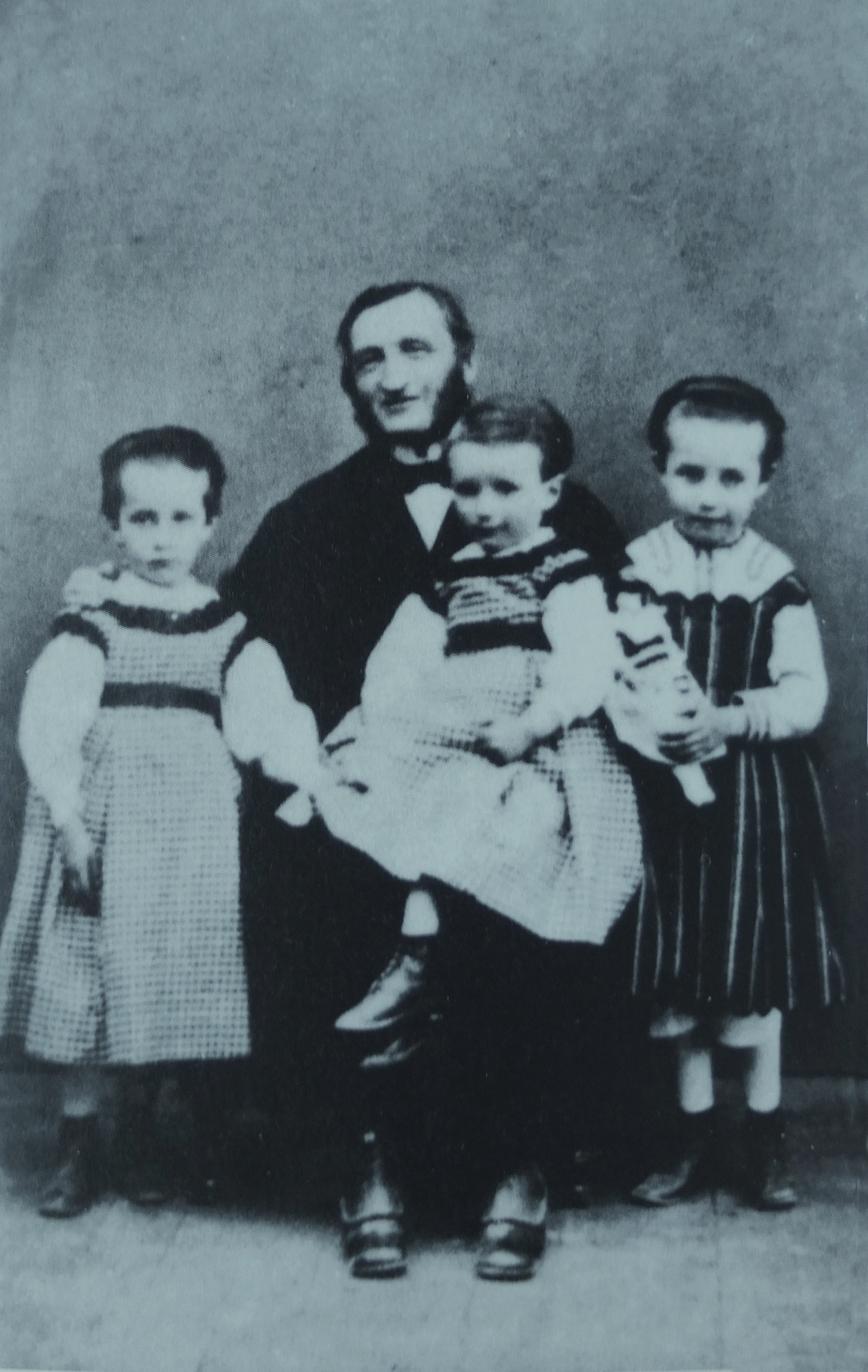
Vater Louis-Prosper Claudel mit Camille, rechts, Louise links und Paul auf seinem Schoß, circa 1870

Camille Claudel war die Tochter des Finanzbeamten Louis-Prosper Claudel und der Mutter Louise-Athenaïse Cervaux-Claudel. Nach der Geburt der zweitgeborenen Camille (der erstgeborene Charles Henri war im Alter von zwei Wochen gestorben) weinte die Mutter, die sich so sehr einen Jungen wünschte, und sagte dann kein Wort mehr. Es wird vermutet, dass die Tatsache, dass Camilles Mutter im Alter von vier Jahren ihre eigene Mutter verloren und selbst keine Mutterliebe gekannt hatte, das weitere Verhältnis von Mutter zur Tochter prägte.

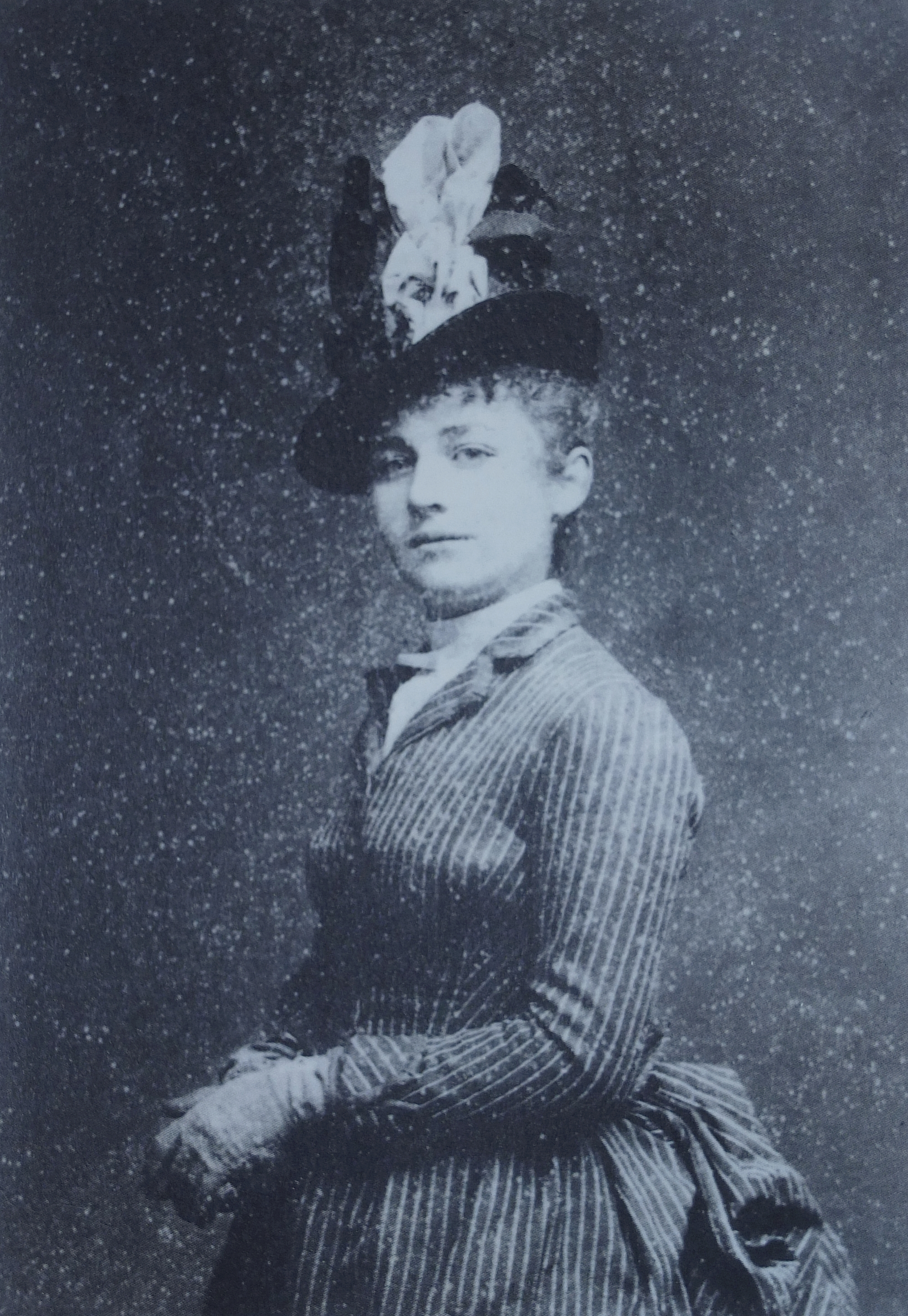
Camille Claudel,
Foto: Etienne Carjat, 1886

1866 wurde Camilles Schwester Louise Jeanne geboren, zwei Jahre später der Bruder Paul Louis. Sowohl der Vater, Louis-Prosper Claudel, als auch der jüngere Bruder, der Dichter Paul Claudel, hatten ein inniges Verhältnis zu Camille. Noch vor dem Fall des zweiten Kaiserreichs wurde Louis-Prosper Claudel nach Bar-le-Duc versetzt. Camille wurde dort als Sechsjährige eingeschult. Später bekamen die Kinder einen Hauslehrer. Bis zu ihrem zwölften Lebensjahr lebte Camille in Bar-le-Duc. Das von Ligier Richier geschaffene Monument au cœur de René de Chalon – meist Le Transi oder Le Squelette genannt – in der Kirche St-Étienne von Bar-le-Duc dürfte Camille schon früh fasziniert haben. Auf das heranwachsende Mädchen übten Steine und Felsen eine besondere Faszination aus, sie galt als vom Modellieren besessen. Der Vater förderte die Begabung seiner Tochter. 1876 wurde er nach Nogent-sur-Seine versetzt, wo die Bildhauer Paul Dubois, seit 1878 Direktor der Pariser Kunstakademie (École nationale supérieure des beaux-arts de Paris), und sein Schüler Alfred Boucher tätig waren. Um 1879 bat Camilles Vater Boucher um seine Meinung zu den Jugendarbeiten der fünfzehnjährigen Camille. Dieser bestärkte Camille, die Bildhauerei ernsthaft fortzusetzen. Da Frauen zu der Zeit an der Akademie zum Studium nicht zugelassen wurden, empfahl er den Besuch der privaten Académie Colarossi, einer der wenigen Kunstschulen, an denen auch weibliche Studenten zugelassen waren. An dieser Institution studierten u. a. Paul Gauguin, Amedeo Modigliani, Wilhelm Lehmbruck oder Paula Modersohn-Becker. 

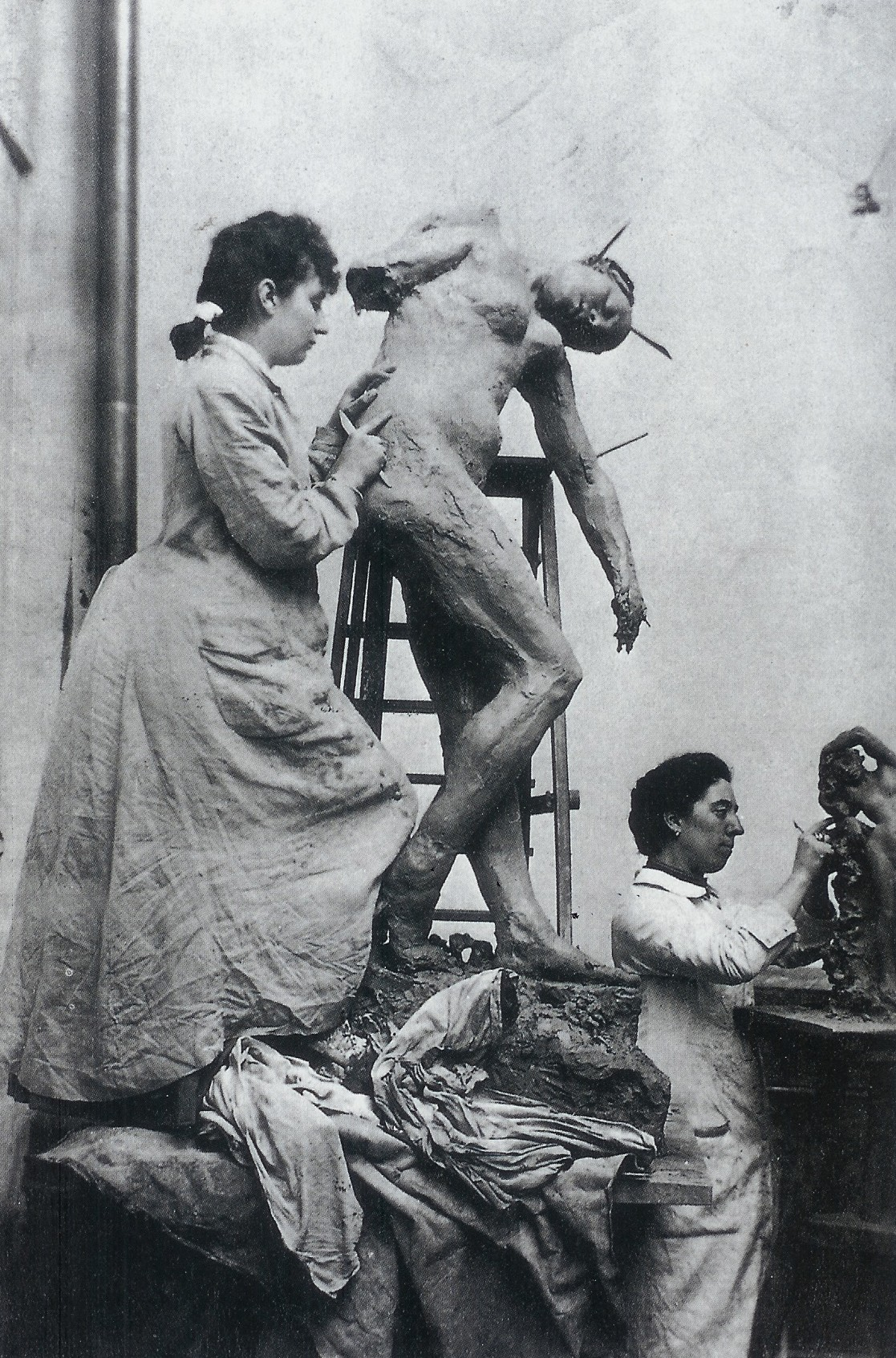
Camille Claudel im Atelier N° 117, Rue Notre-Dame-des-Champs, im Hintergrund Jessie Lipscomb,
Foto: William Elborne, 1887

Als der Vater 1879/80 aus beruflichen Gründen nach Wassy-sur-Blaise gehen musste, richtete er der Familie zur besseren Unterrichtung der Kinder und auf Wunsch Camilles 1881 eine Wohnung in Paris am Montparnasse ein. Im selben Jahr trat die sechzehnjährige Camille in die Académie Colarossi ein. Bald fand sie einen Kreis von jungen Bildhauerinnen, mit denen sie sich ein Atelier in der Rue Notre-Dame-des-Champs teilte. Sie wurde zur Wortführerin der Gruppe. Zu diesem Zirkel gehörten auch drei Engländerinnen, darunter Jessie Lipscomb, die eine enge Freundin wurde. Jede Woche besuchte Boucher das Atelier, um zu lehren und zu korrigieren. 1883 bekam Boucher ein Italien-Stipendium. Sein Vertreter wurde sein Freund Auguste Rodin.

### Camille Claudel und Rodin
1883 trafen Camille Claudel und der 43-jährige und damit fast 24 Jahre ältere Bildhauer Auguste Rodin im losen Schülerinnen-Lehrer-Verhältnis zusammen. Rodin modellierte 1884 eine erste Porträtbüste von Camille Claudel, eine Fassung in Bronze befindet sich im Musée Rodin in Paris. Im Jahr 1885 stellte Claudel zum ersten Mal aus. Ende 1885 machte Camille Claudel zusammen mit Jessie Lipscomb von dem Angebot Gebrauch, im Atelier Rodins zu arbeiten.
1886 reisten Claudel und Lipscomb für einen längeren Sommeraufenthalt nach Peterborough zu Jessie Lipscombs Familie. Rodin reist ihnen nach. Nach vielen Fehlversuchen, Claudel zu treffen, überredete Jessie Lipscomb ihre Eltern, Rodin zum Essen einzuladen. Die Begegnung verlief jedoch unglücklich für beide und Rodin reiste deprimiert wieder ab. In einem Brief an Rodin lenkte Claudel ein und gab sich versöhnlich.

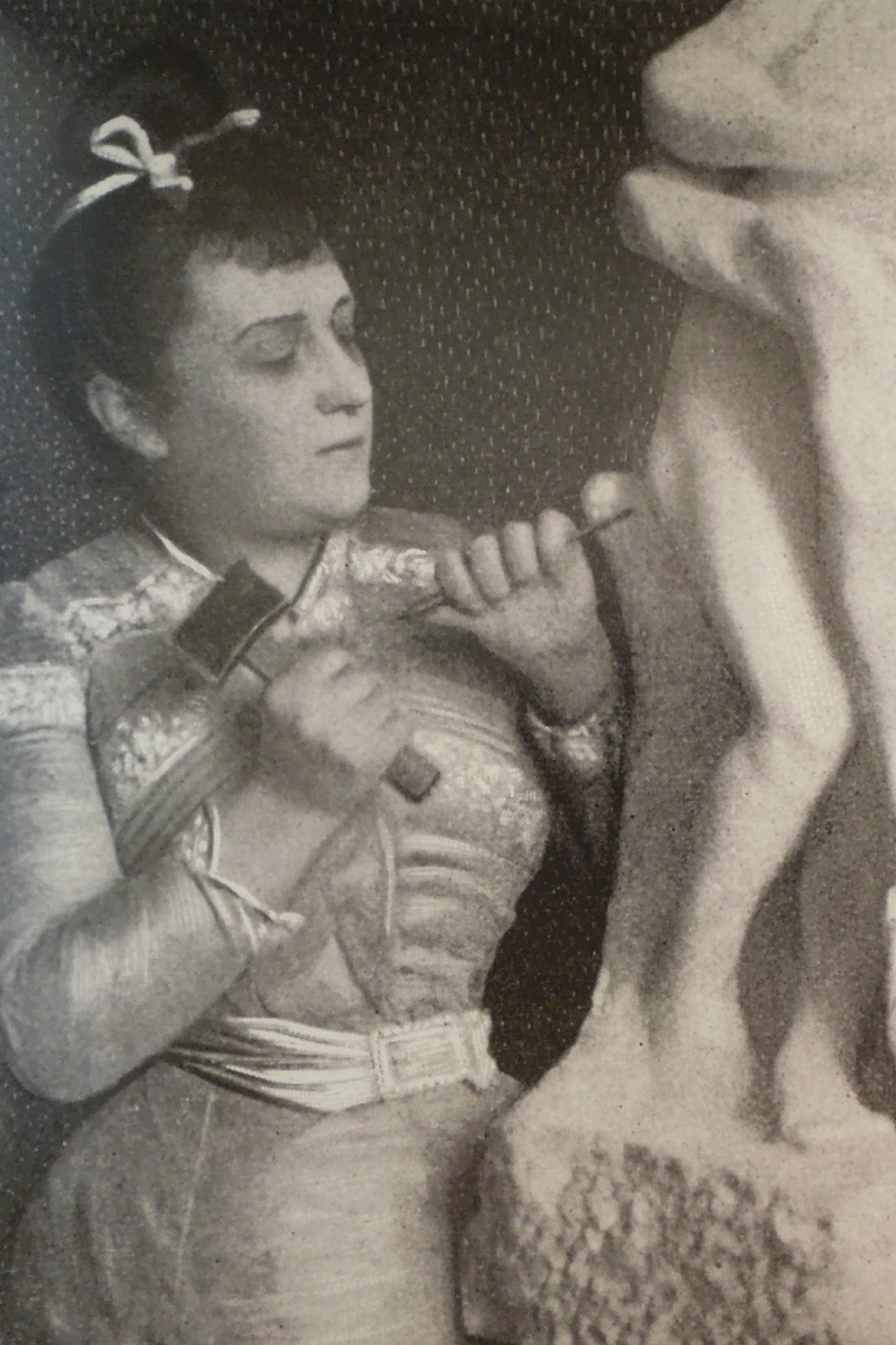
Camille Claudel arbeitet an Vertumne et Pomone, auch bekannt als Sakuntala, 1903

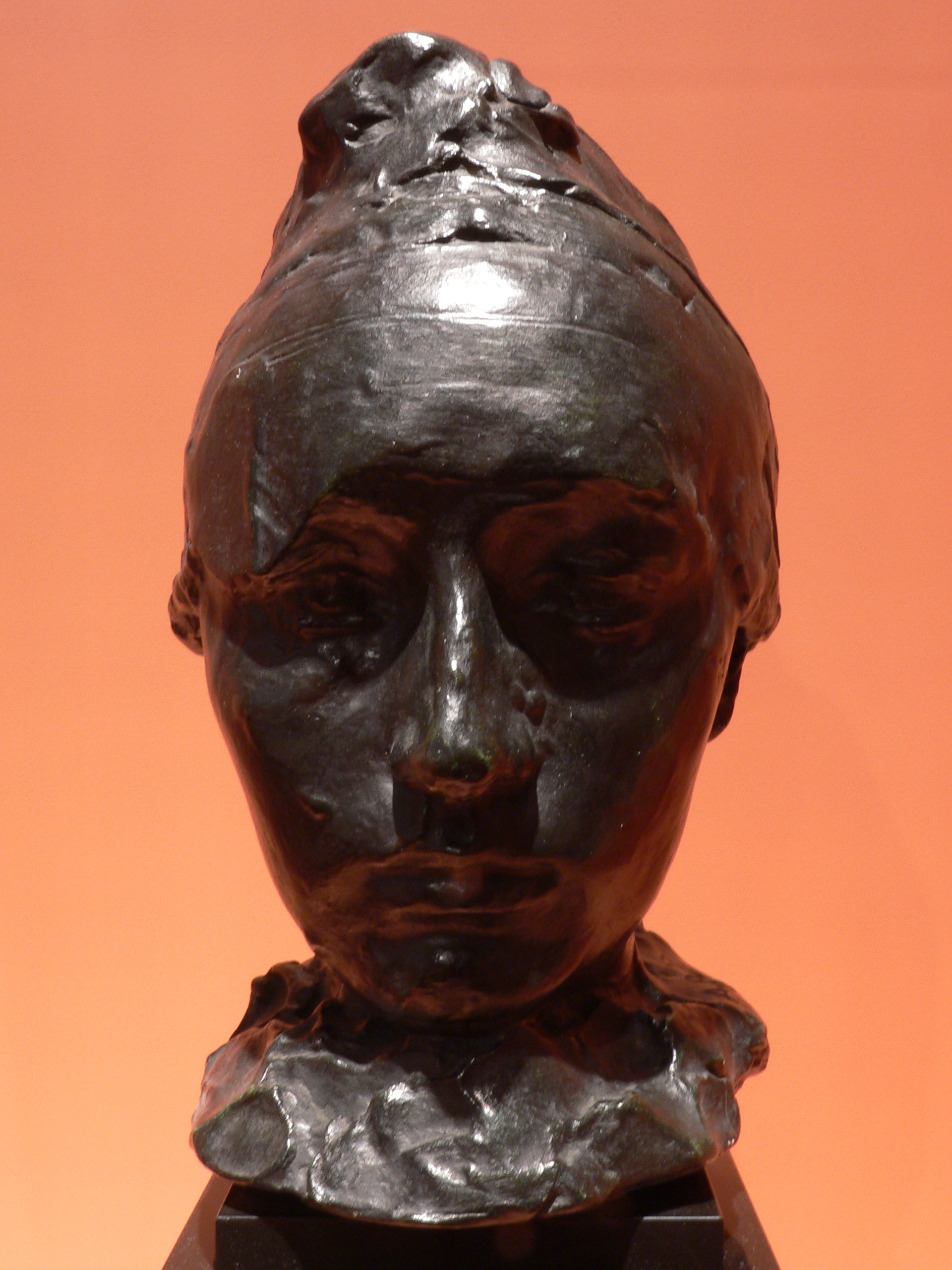
Rodin: Camille mit phrygischer Haube; 1886

Am 12. Oktober 1886 setzte Rodin einen Vertragsbrief auf, der vermutlich von Paul Claudel diktiert wurde und in dem Rodin sich verpflichtete, Camille Claudel als einzige Schülerin zu unterrichten und mit allen Mitteln zu unterstützen. Dies schloss mit ein, auch Einfluss zu nehmen, dass ihre Arbeiten bei Ausstellungen gut platziert und in der Presse positiv besprochen würden. In dem Vertragsbrief verpflichtete er sich weiterhin, sich bis Mai 1887 mit keiner anderen Frau einzulassen, weder mit einem der früheren weiblichen Modelle noch mit Schülerinnen. Ferner verlangte Camille Claudel, vom renommierten Fotografen Étienne Carjat fotografiert zu werden, eine sechsmonatige Italienreise, ein Reiterdenkmal – falls Rodin diesen Auftrag bekommen sollte – auszuführen und schließlich sie zu heiraten. Als Gegenleistung sagte sie zu, Rodin viermal im Monat, bis Mai 1887, in ihrem Atelier zu empfangen. Keine der Abmachungen wurde gänzlich erfüllt, einige lediglich zum Teil. Ab Frühjahr 1887 waren Jessie Lipscomb und eine englische Freundin wieder im Atelier Rodin.
Die Beziehungen zwischen Claudel und Rodin waren in der ganzen Zeit schwierig. Es gab Streitereien, Gefühlsschwankungen und Gefühlsausbrüche. Im Sommer reisten beide zum Château l’Islette. 1888 verließ Camille Claudel die elterliche Wohnung, weil sie dort nicht arbeiten konnte und die Mutter sowohl die Beziehung zu dem viel älteren Rodin als auch grundsätzlich ihre Arbeit als Bildhauerin missbilligte.
Sie mietete sich eine kleine Wohnung im Haus 113 am Boulevard d’Italie. In der Nähe hatte Rodin ein geheimes, nicht offizielles Atelier im Schlösschen Palais Folie-Neufbourg, das schon Alfred de Musset und George Sand bewohnt hatten. Hier trafen sich Rodin und Claudel. Um 1888/89 hatte Claudel eine kurze Affäre mit Claude Debussy, die aber schon 1891 beendet war. Aber auch Rodin traf sie in der Zeit und arbeitete in seinem Atelier.
1892 verließ sie das gemeinsame Atelier. Von 1893 an trennte Claudel Beruf und Alltag und beendete das Verhältnis mit Rodin. Nach der Trennung geriet sie finanziell und emotional in eine tiefe Krise. 1898 verließ Claudel den Boulevard d’Italie und ließ sich für ein Jahr in der Rue de Turenne 63 nieder. 1899 übersiedelte sie an den Quai Bourbon 19, wo sie bis 1913 in einer düsteren, unordentlichen und vollgestopften Zwei-Zimmer-Wohnung wohnte. Um 1905 waren die Symptome einer psychischen Erkrankung, die zu ihrer Zeit als Paranoia bezeichnet wurde, offensichtlich. Diese schlug sich auch in ihrer physischen Verfassung nieder. Von 1905 an zerstörte sie systematisch jeden Sommer einen Großteil ihrer Werke. In ihrem Verfolgungswahn beschuldigte sie Rodin des Plagiats und einer Verschwörung. Außerdem hatte sie einen Vergiftungswahn. Im Lauf der Jahre verschlechterte sich ihr Zustand weiter.

### Krankheit und Tod
Vom Tod des Vaters am 2. März 1913 erhielt Claudel keine Nachricht. Deswegen erschien sie auch nicht auf der Beerdigung. Da Camille Claudels Vater, ihr letzter heimlicher Unterstützer und Verteidiger, nun tot war, beschlossen Claudels Mutter und ihr Bruder, Camille in eine psychiatrische Anstalt einweisen zu lassen. Einen Tag nach der Beerdigung ließ sich der Bruder von einem Dr. Michaux das Einweisungsattest ausstellen. Am 7. März riet der Direktor der Anstalt, das Attest, das er nicht für ausreichend hielt, zu ergänzen, wodurch die Einweisung verzögert wurde. Am Montag, dem 10. März 1913, wurde Claudels Wohnung aufgebrochen und sie gegen ihren Willen in die Anstalt Ville-Évrard gebracht. Der für das Heim Ville-Évrard zuständige Arzt Dr. Truelle stellte ein zweites Attest aus, auf dem die gleichen Symptome wie auf dem vorherigen Attest beschrieben waren. Im September 1914 verlegte man Claudel nach Montdevergues (Département Vaucluse) in Südfrankreich.
Camille Claudel verbrachte die letzten 30 Jahre ihres Lebens nahezu vergessen in psychiatrischen Anstalten, ohne ein weiteres Werk geschaffen und ohne je wieder Erfolg gehabt zu haben. Claudel hätte die Anstalt laut Anstaltsleitung in den frühen 1920er Jahren verlassen können, doch lehnte die Mutter, die sie ebenso wie die Schwester in den Anstalten nie besucht hatte, die Entlassung entschieden ab.
Ihr Bruder Paul Claudel besuchte sie nur ein einziges Mal, etwa einen Monat vor ihrem Tod. Auch wenn er von einer Angehörigen brieflich von ihrer Versorgungslage erfahren hatte, brachte er ihr keine Lebensmittel mit. In den ersten Jahren des Vichy-Regimes hungerten alle Insassen der Anstalt. Claudel starb am 19. Oktober 1943 in Montdevergues an einem Schlaganfall, der ursächlich durch Unterernährung entstanden war. Sie wurde dort auch beerdigt.
Werk
Claudel stellt 1893 im Pariser Salon (Salon Nationale Des Beaux Arts/SNBA) "La Valse" aus, eines ihrer Hauptwerke. Die Kritik lobt die Gruppe als gelungene Umsetzung der schwierigen Aufgabe von Bewegung in Skulptur. Die Büste mit dem Bildnis von Rodin wird im französischen Pavillon auf der Weltausstellung in Chicago (1893) gezeigt. 1895 erhält die Bildhauerin den staatlichen Auftrag für die Vergrößerung ihrer Gruppe "L'âge mûr ou la destinée", im gleichen Jahr stellt sie die Gruppe "Les causeuses" im Salon aus. Die 1897 m Salon präsentierte Arbeit "La vague" wird als künstlerische Auseinandersetzung mit dem in dieser Zeit so populären japanischen Farbholzschnitt (Ukiyo-e) betrachtet. Als Vorlage gilt hier aus den 36 Ansichten des Fuji von Hokusai, das 1. Blatt: "Die große Welle vor Kanagawa". 1898 erscheint im Mercure de France eine fast 30-seitige Würdigung ihrer Arbeit als Bildhauerin. 1905 stellt Claudel im Herbstsalon die Bronzefassung von "Sakountala" (auch als "L'abandon" betitelt) aus.

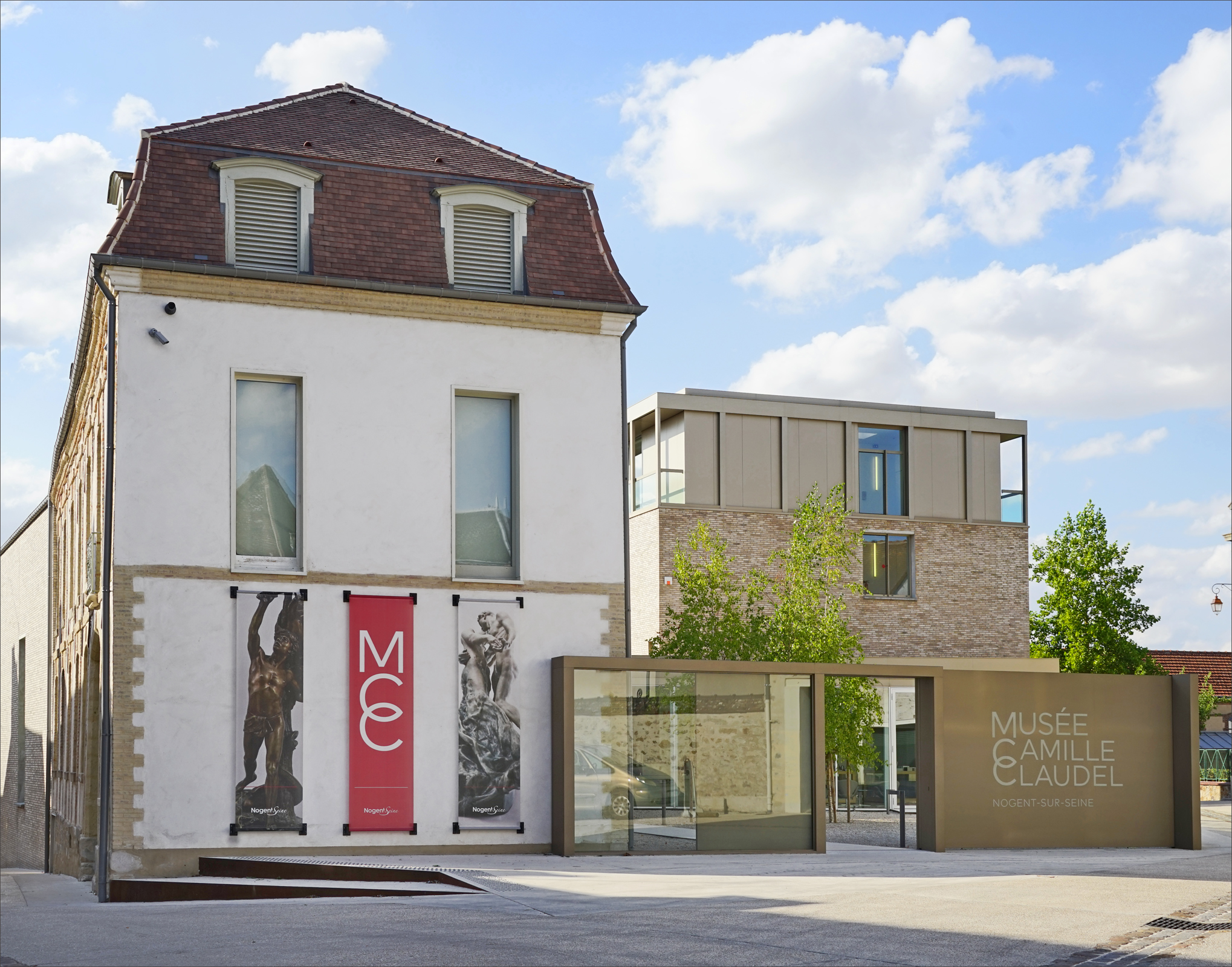
Museum Camille-Claudel

## Museum Camille-Claudel
Das Lebenswerk von Claudel wurde am 26. März 2017 mit der Eröffnung des Musée Camille Claudel, eines staatlichen Museums in Nogent-sur-Seine gewürdigt. Es befindet sich 100 km südöstlich von Paris und ist in einer Stunde von Paris aus mit dem Zug erreichbar. Claudel verbrachte hier mit ihrer Familie einen Teil ihrer Mädchenjahre. Es beherbergt die „größte Camille-Claudel-Sammlung der Welt“ mit 39 Skulpturen aus Claudels Hand.

## Werke

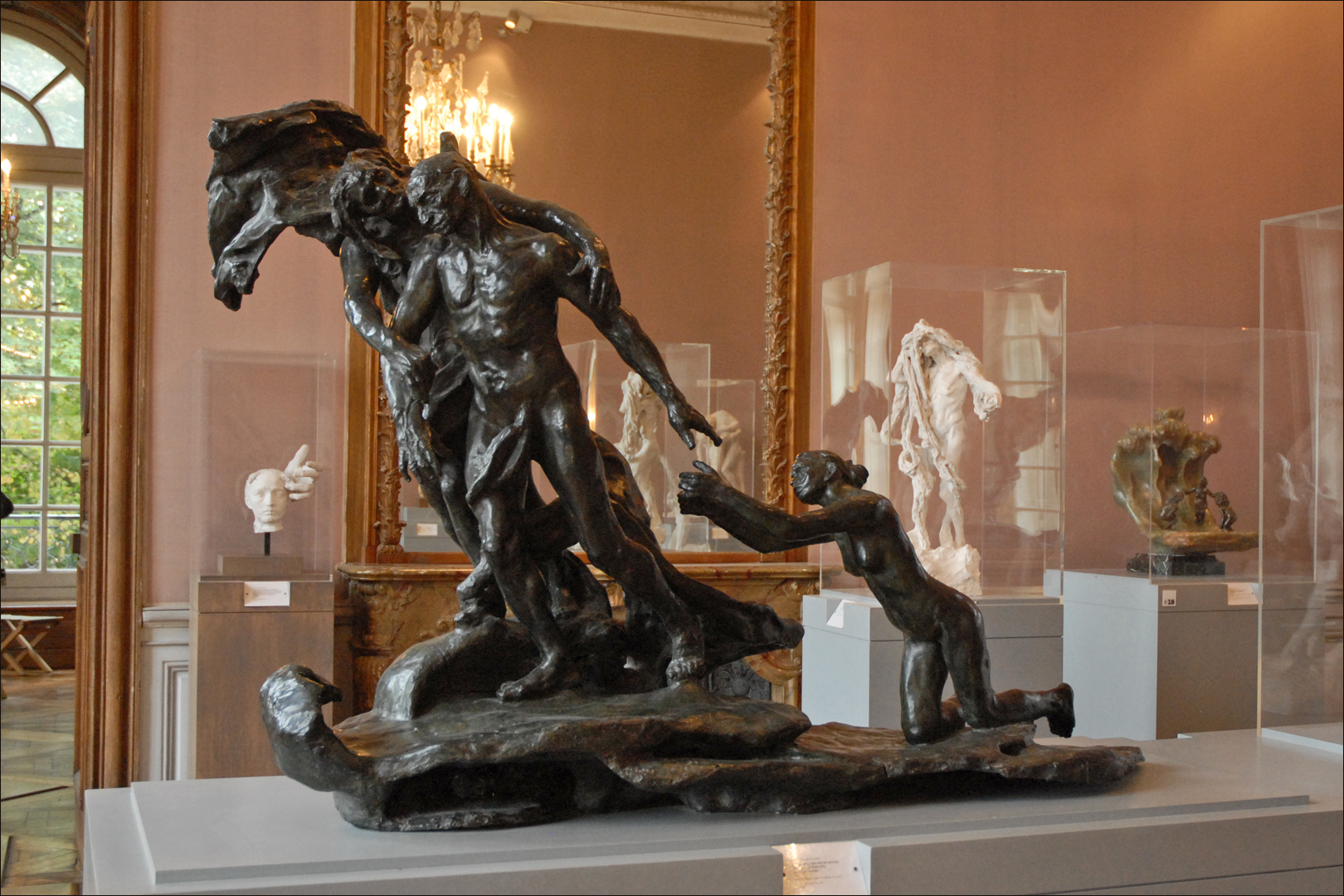
L'Âge mûr, zweite Version 1899, Musée Rodin, Paris

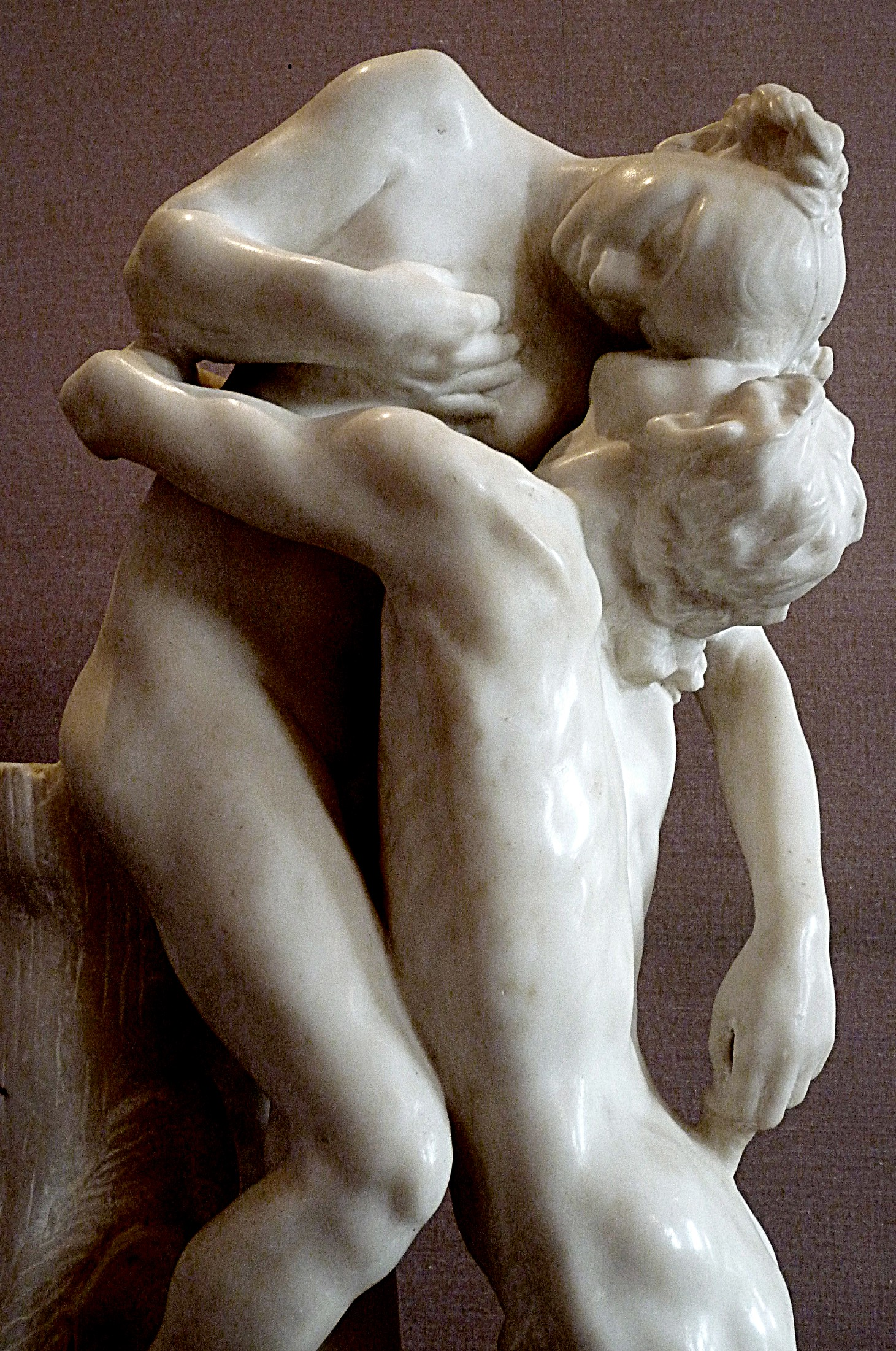
Vertumne et Pomone oder Sakuntala, Marmorskulptur, 1905, Musée Rodin, Paris

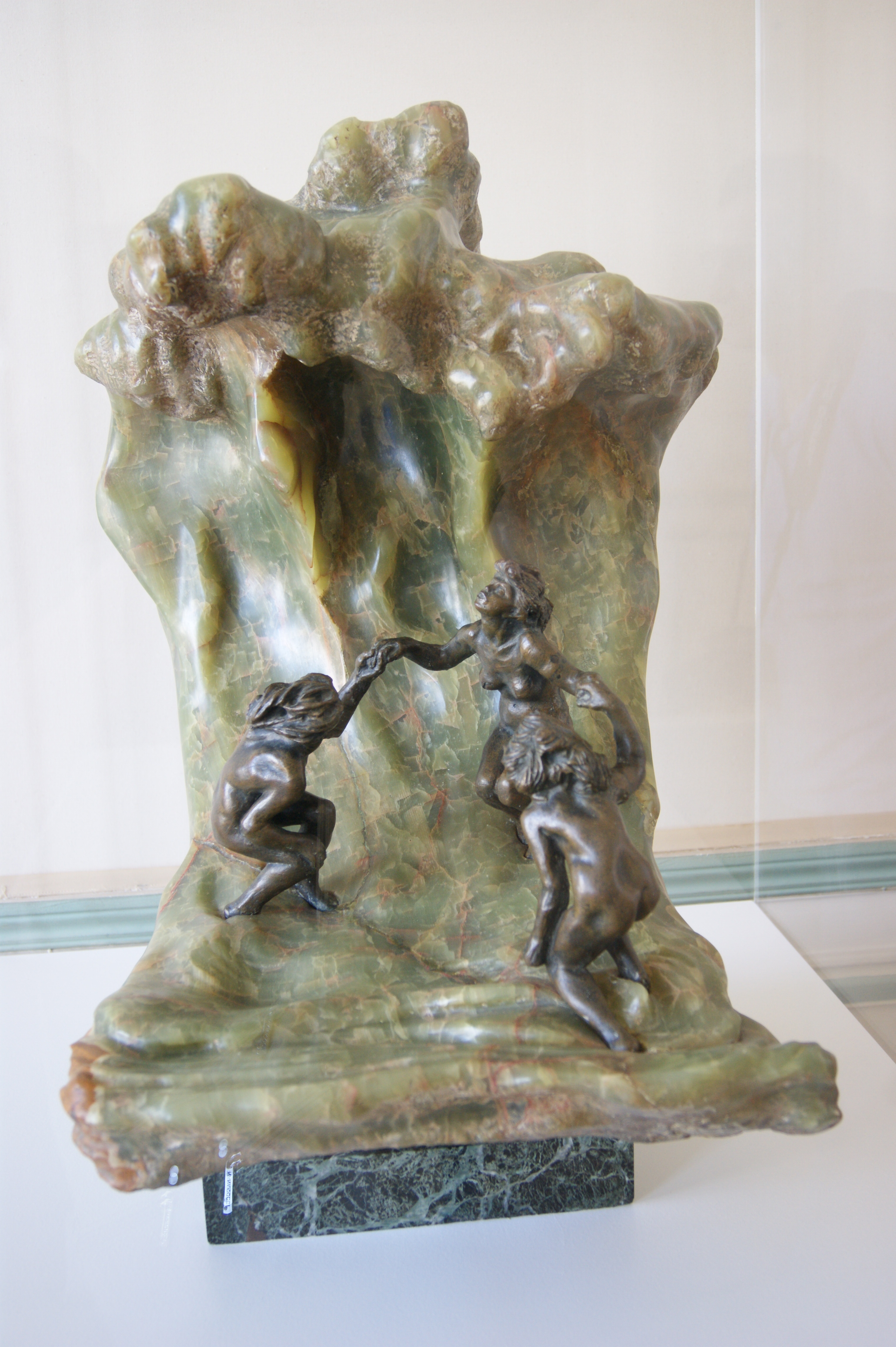
La Vague, deutsch: Die Welle, 1897

Ihre Werke befinden sich unter anderem im Musée d’Orsay und im Musée Rodin in Paris.
|           | |
| um 1880   | Diana (Gips) |
| 1882      | Alte Helene (Fassungen in Gips, Terracotta und Bronze)                                                                           |
| 1884      | Torso einer hockenden Frau (in koloriertem Gips und als Bronzeabguss)                                                            |
| 1884      | Junger Römer (mehrere Gipsfassungen, mehrere Bronzefassungen)                                                                    |
| 1884      | Porträt von Louise-Athanaise Claudel (Ölgemälde, zerstört)                                                                       |
| 1885      | Büste von Louise Claudel (Fassungen in Terracotta, Gips und Bronze)                                                              |
| ca. 1885  | Studie einer Hand (in Gips, verschollen und Bronze)                                                                              |
| ca. 1885  | Studie eines Kopfes (in Gips, Ebenbild von Auguste Rodins Plastik „Geiz“)                                                        |
| ca. 1885  | Studie eines Kopfes (in Gips) |
| 1885      | Giganti (in Gips verschollen und mehrere Bronzeabgüsse)                                                                          |
| 1885      | Jessie Lipscomb (Terracotta) |
| 1885–1888 | zwei Serien Kohlezeichnungen aus Gérardmer und der Isle Wight                                                                    |
| 1886      | Jessie Lipscomb (Kohlezeichnung)                                                                                                 |
| 1887      | Porträt von Auguste Rodin (Ölgemälde)                                                                                            |
| 1887      | Porträt von Auguste Rodin (Kohlezeichnung)                                                                                       |
| 1888      | Büste von Rodin (Terracotta, verschollen, mehrere Gipsfassungen, mehrere Bronzefassungen)                                        |
| 1888      | Sakuntala (kolorierter Gips, mehrere Terracottafassungen, ca. 75 Bronzeabgüsse, 1905 in Marmor als Vertumnus und Pomona bekannt) |
| 1888      | Paul Claudel (Buntstiftzeichnung)                                                                                                |
| 1889      | Charles Lhermitte als Kind (in Gips, verschollen und Bronze)                                                                     |
| 1889      | Junges Mädchen mit Kapuze. Das Gebet (in Gips, verschollen und Bronze)                                                           |
| 1889–1905 | La Valse ihr Hauptwerk, Bronzeskulptur, 25 Abgüsse                                                                               |
| ca. 1890  | Sich streckende Katze (Bronze)                                                                                                   |
| ca. 1890  | Mädchen mit der Garbe (Terracotta und diverse Bronzen)                                                                           |
| 1897      | La Vague (Die Welle) (Bronze) |
| 1893–1899 | L'Âge mûr (Das reife Alter) (Versionen in Gips und Bronze)                                                                       |
| 1905      | Sakuntala (Vertumne et Pomone) (Marmor)                                                                                          |

## Würdigungen

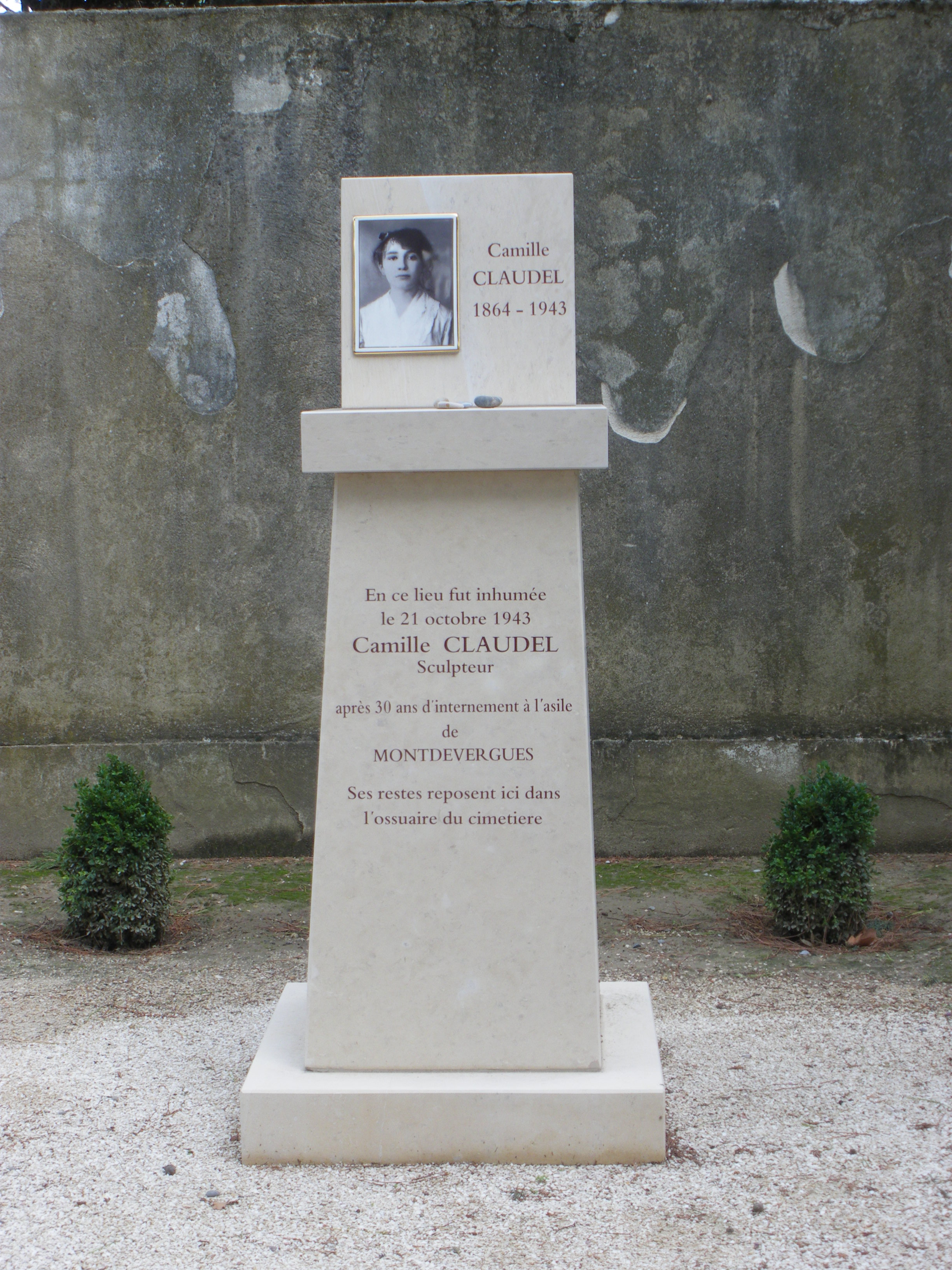
Denkmal für Camille Claudel in Montfavet

- Nach ihr wurde ein sozialtherapeutisches Wohnheim für psychisch kranke Menschen in Hürth benannt.[19]
- Ein Camille Claudel gewidmetes Theaterprojekt im Linzer Posthof hatte im Februar 2009 Uraufführung mit Claudia Schächl als Camille Claudel, Regie: Ingrid Höller.[20]
- Die Choreographin Jutta Wörne (heute: Jutta Ebnother) widmete Camille Claudel ein emotionales, abendfüllendes Ballett am Theater Nordhausen. Die Uraufführung von Camille Claudel. Bildhauerin fand am 3. April 2009 statt. In der Hauptrolle tanzte Aleksandra Wojcik, Auguste Rodin wurde von Jérôme Gosset verkörpert. Camilles Bruder Paul wurde von Arkadiusz Głębocki getanzt.[21][22]
- Der russische Choreograph Boris Eifman brachte 2011 sein Ballettstück Rodin in Sankt Petersburg zur Uraufführung. Dargestellt wird die Beziehung von Claudel und Rodin in all ihren Extremen.[23]
- Auf Wunsch der Mezzosopranistin Joyce DiDonato komponierte 2017 der US-amerikanische Komponist Jake Heggie den Liederzyklus Camille Claudel – Into the Fire. Heggie bearbeitete darin u. a. Debussys Trois Chansons de Bilitis, nach Texten von Pierre Louÿs, für ein Streichquartett.[24] „Joyce DiDonato, immer auf der Seite der Entrechteten und Vergessenen,“ nahm dieses Konzeptalbum „zur Ehrenrettung einer vergessenen, entrechteten und verleumdeten Künstlerin“ auf.[25]
- Die Berliner Band Die Skeptiker veröffentlichte auf ihrem 1993 erschienenen Album Schwarze Boten den Song Camille Claudel, in dem es um das Leben der Künstlerin geht.
- Die Band Mantus veröffentlichte auf ihrem 2005 erschienenen Album Zeit muss enden eine Coverversion des Songs Camille Claudel.
- Die Dramatikerin Anja Hilling verfasste 2016 mit Massiver Kuss ein Theaterstück, das den Versuch Claudels beschreibt, sich als Künstlerin von Rodin zu befreien.
- Die Suchmaschine Google hat Camille Claudel 2019 zu ihrem 155. Geburtstag ein Doodle gewidmet.[26]

Straßen in Frankreich nach der Bildhauerin benannt
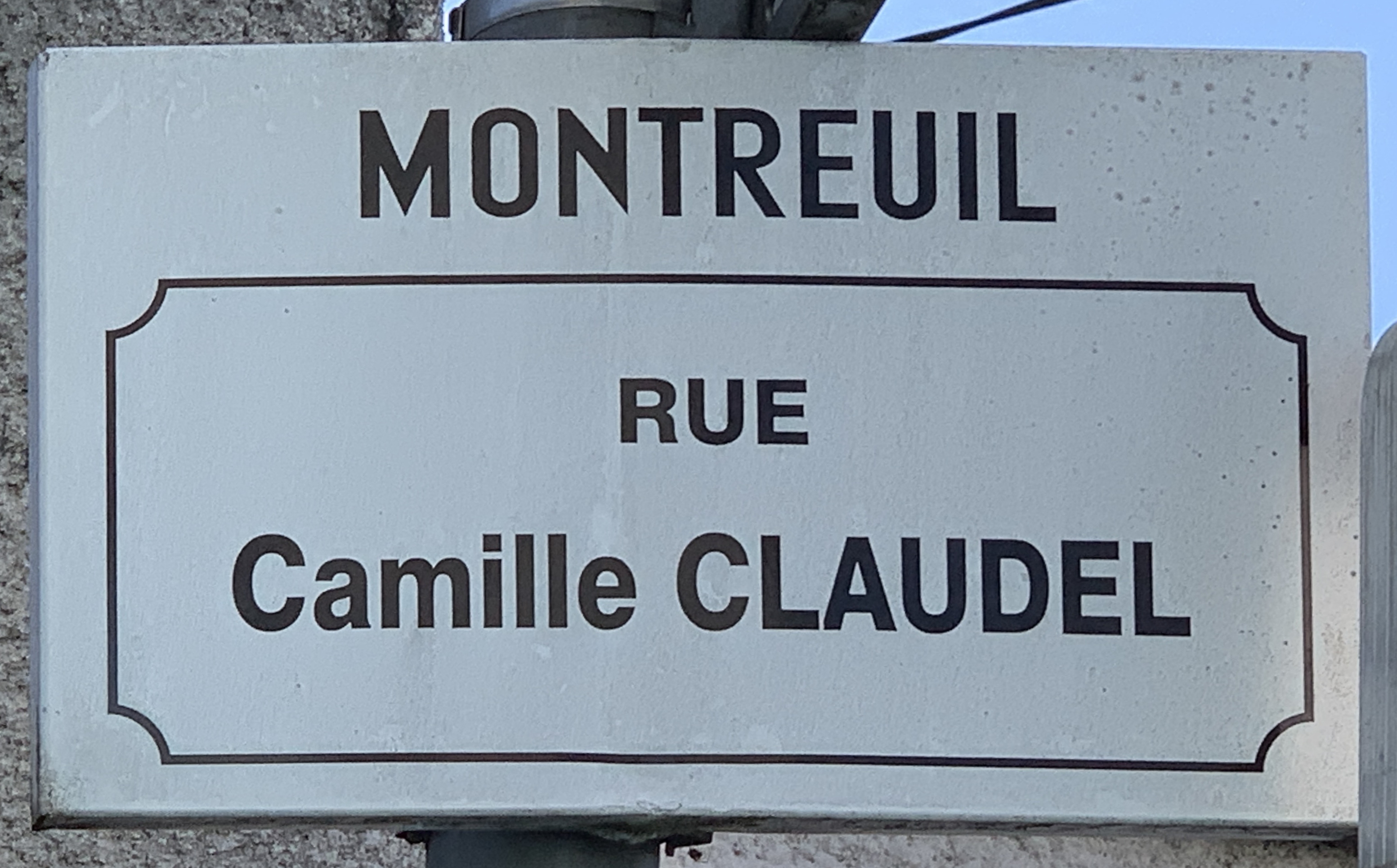
Rue Camille Claudel, Montreuil
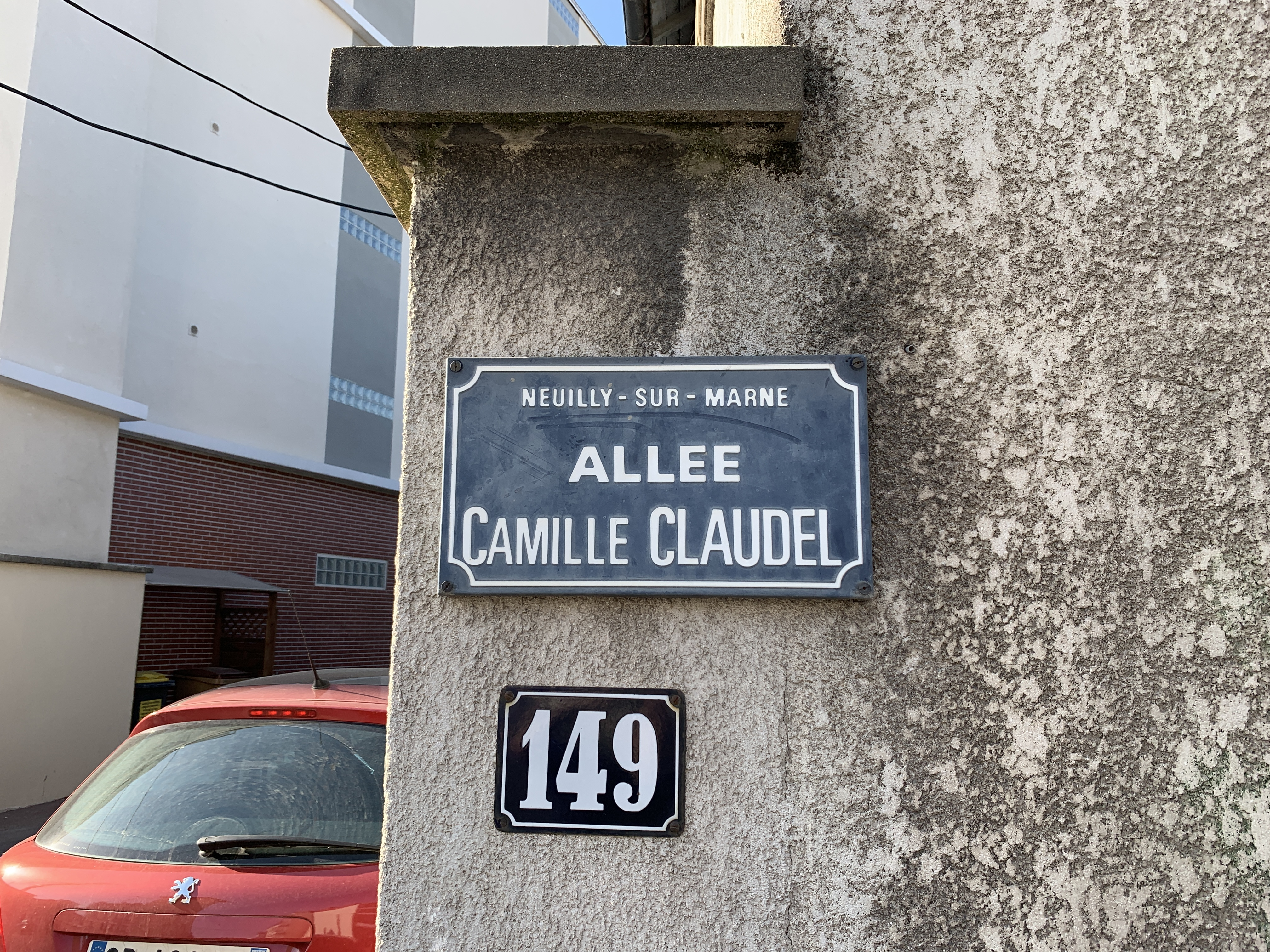
Allée Camille Claudel, Neuilly-sur-Marne
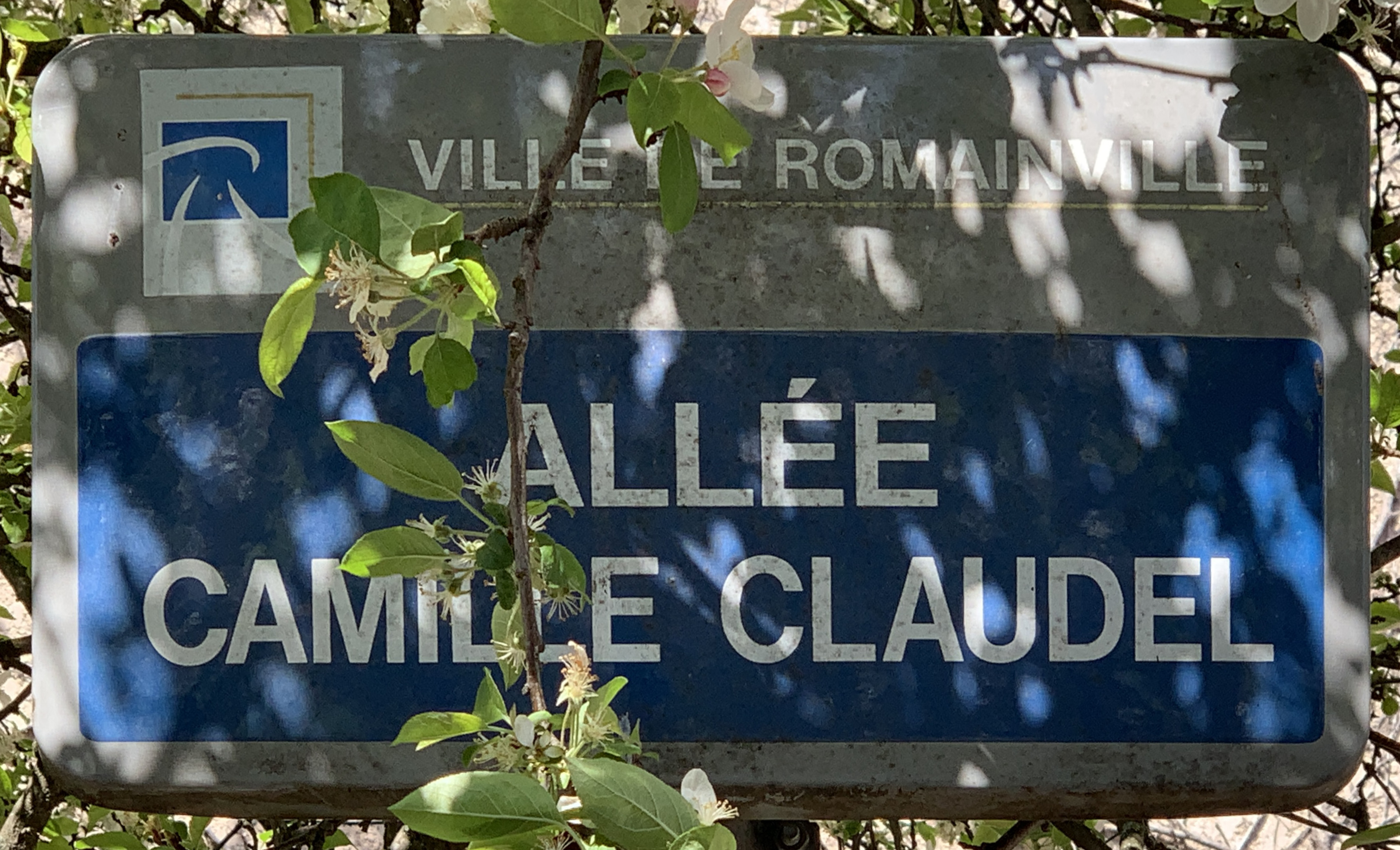
Allée Camille Claudel, Romainville

## Filme
- Camille Claudel 1915. Spielfilm, Frankreich 2012, 97 Min., Buch und Regie: Bruno Dumont, Produktion: 3B Productions, Arte France Cinéma, Premiere: Internationale Filmfestspiele Berlin 2013, mit Juliette Binoche als Camille Claudel[27]
- Camille Claudel. Claudels Leben wurde 1988 mit Madeleine Robinson als Mutter, Isabelle Adjani als Camille Claudel und Gérard Depardieu als Rodin vom Regisseur Bruno Nuytten verfilmt. Der Spielfilm erhielt zwei Nominierungen für den Oscar 1990 und gewann in sieben von vierzehn nominierten Kategorien des César 1989.
- Camille Claudel – Bildhauerin (1864–1943). Dokumentarfilm, BR Deutschland, 1987, 43:20 Min., Buch und Regie: Nina Fischer, Produktion: Bayerischer Rundfunk, Inhaltsangabe von ARD.
- Auguste Rodin (OT: Rodin), Spielfilm, Frankreich, Belgien 2017, Regie: Jacques Doillon. Rodin: Vincent Lindon, Claudel: Izïa Higelin.